# Церква Святого Лазаря (Віфанія)
Церква Святого Лазаря — католицька церква розміщена у Віфанії (аль-Ейзарія) біля місця першого поховання Лазаря, де його воскресив Ісус Христос.

## Історія будівлі церкви
У 1863 францисканці з Кустодії Святої Землі придбали землю у Віфанії біля гробу Лазаря. Пізніше було докуплено додаткові площі. Будівля сучасної церкви зведена у 1952—1955 роках на місці залишків старих будівель часів Візантії та хрестоносців. Двір церкви знаходиться у західній частині будівель старих церков. Знайдену частину старих мозаїк вбудовано у сучасну будівлю. Західна стіна двору є залишком стіни базиліки 6 століття. Близько 25 метрів вище вгору від церкви знаходиться сучасний вхід у могилу Лазаря. Будівля церкви зведена у 1952—1955 р. за проектом архітектора А. Барлуцці. Церква має хрестоподібну конфігурацію і стоїть на східній частині місця старих церков. «ЇЇ стіни майже герметичні і без вікон. Купол міцно включений в восьмикутну призму. Все це говорить про підземне сховище, самотнє, як могила … пустка, вищі елементи будівлі, увінчаної куполом з потоками світла, викликають радість надії і оптимізму». Частини апсиди видно через люки в підлозі, які знаходяться тільки всередині головного входу. Сучасна церква включає в фасад мозаїку, що зображає Марію, Марту і Лазаря. Інтер'єр прикрашений полірованим каменем і мозаїками. Конструкції для мозаїки церкви були зроблені Чезаре Ваґаріні. Сама робота була проведена фірмою Монтічеллі з Риму, яка була також відповідальна за мозаїчні прикраси в храмах на горі Фавор і Гетсиманії.

## Галерея

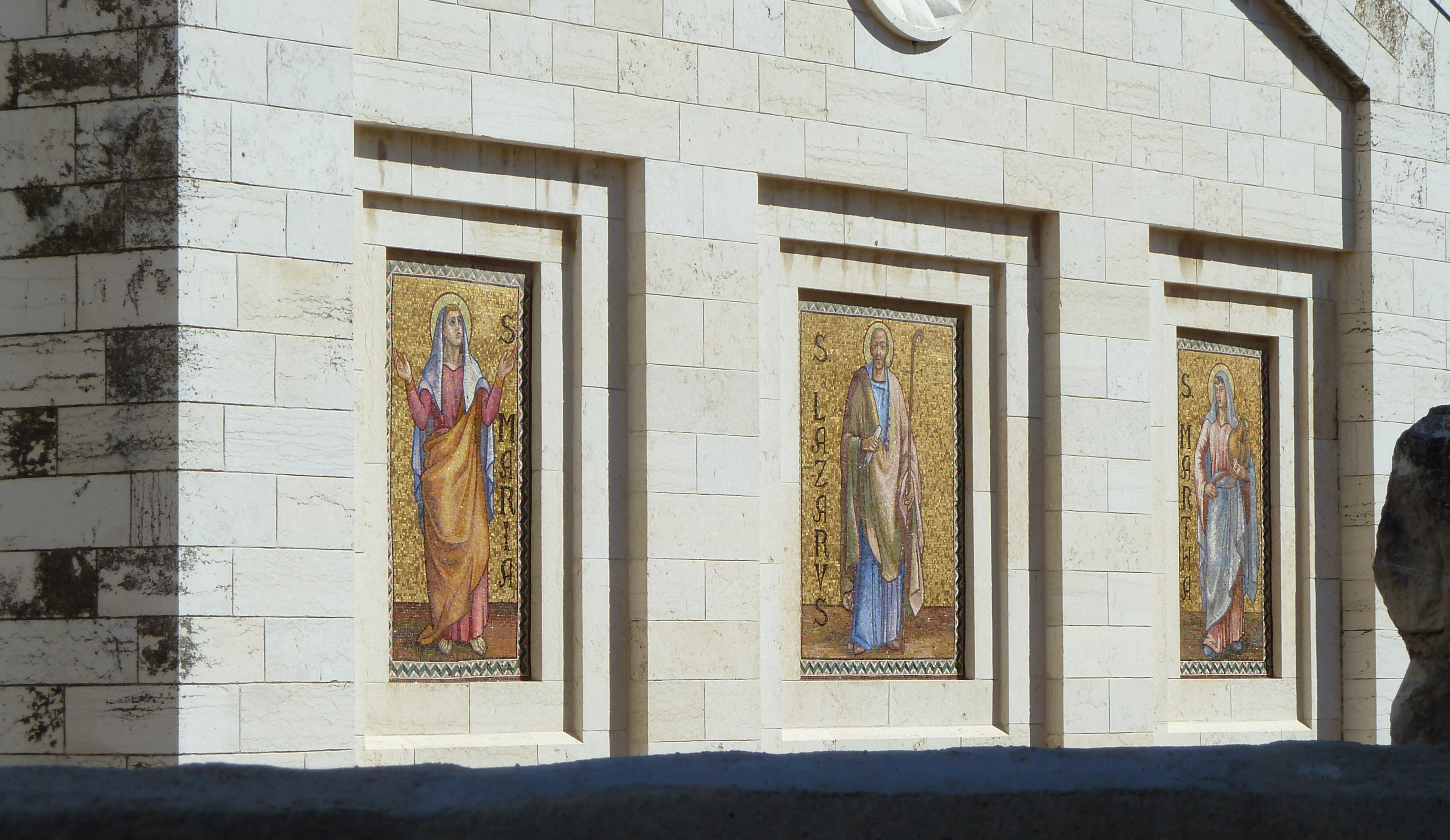
Сучасна мозаїка
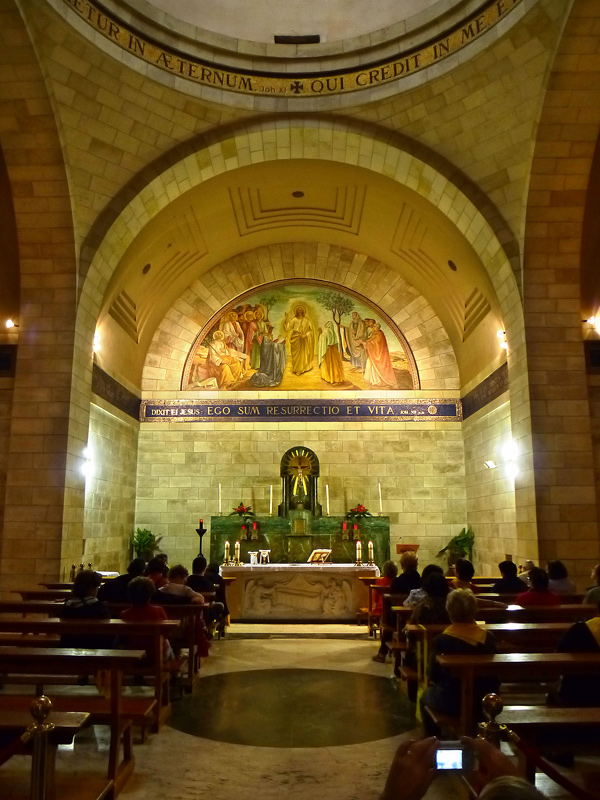
Інтер'єр церкви
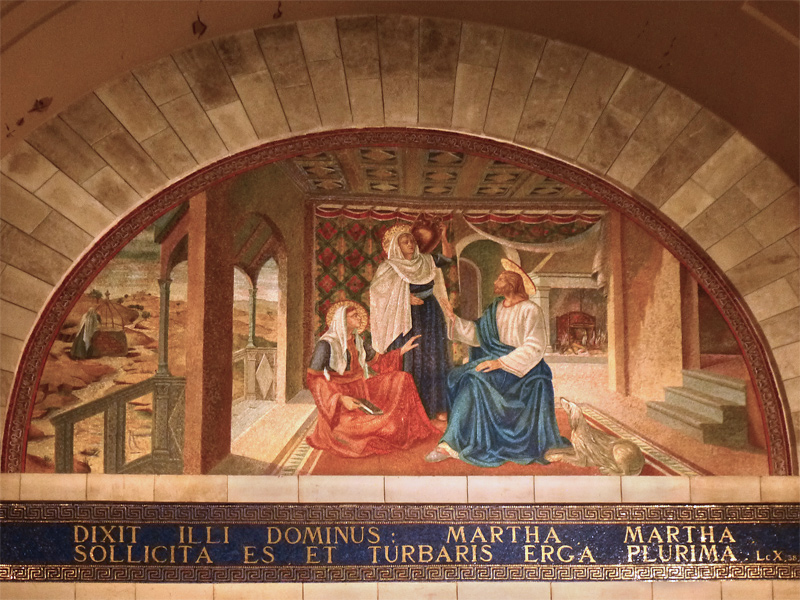
Марія і Марта з Ісусом
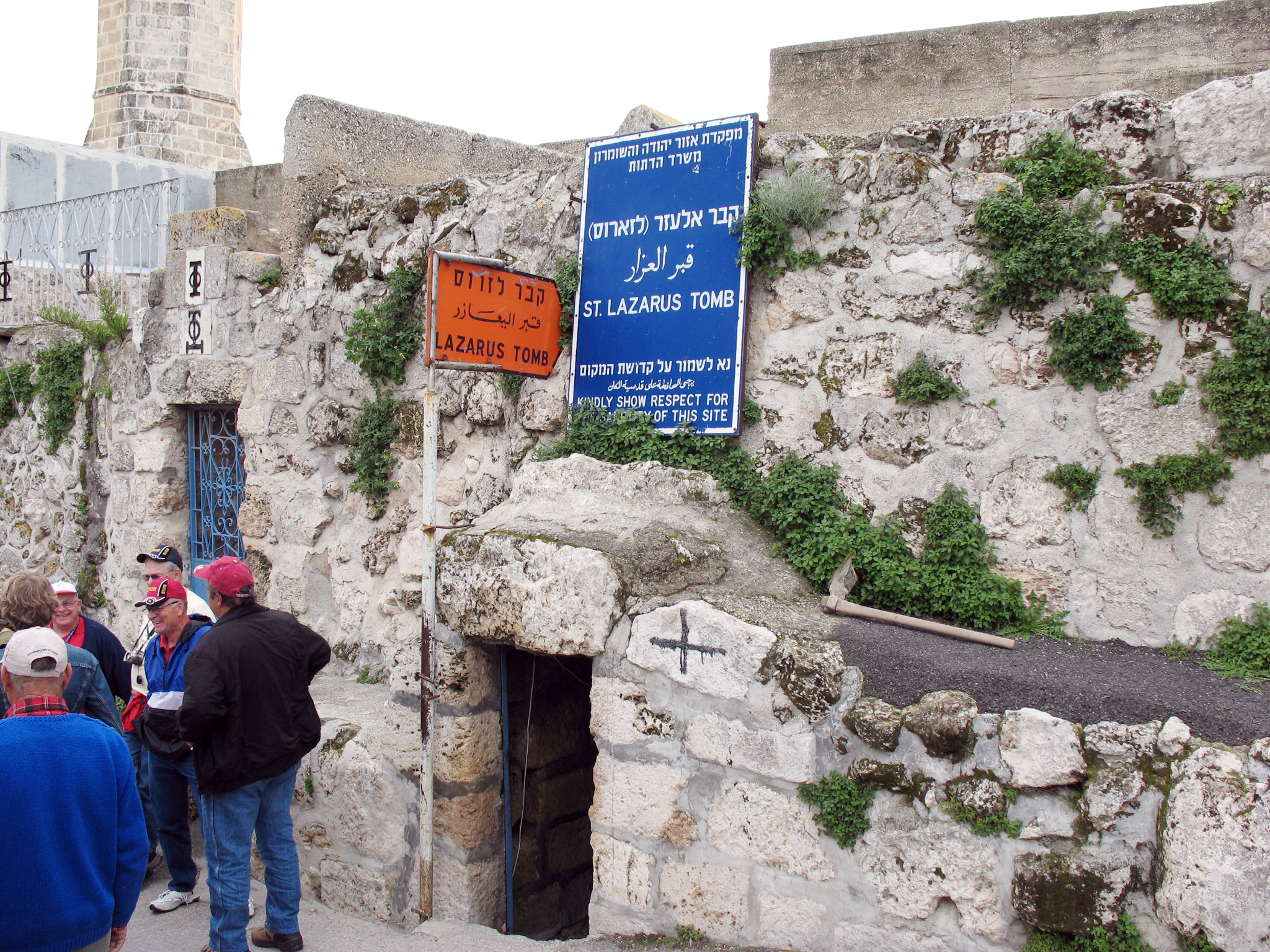
Могила Лазаря